# Someday My Prince Will Come
"Some Day My Prince Will Come" é uma canção popular da Walt Disney composta em 1937 para o longa-metragem Branca de Neve e os Sete Anões. Composta por Larry Morey e Frank Churchill e gravada por Adriana Caselotti, foi lançada em janeiro de 1938 como parte da trilha sonora do longa. 
O primeiro remake da música foi feita para o DisneyMania 1, onde foi interpretada por Anastacia. Em 2006, foi a vez de Ashley Tisdale e Drew Seeley darem voz à canção para o DisneyMania 4. O girl group As Cheetah Girls a regravaram em 2008 para o DisneyMania 6. No ano seguinte, a atriz Tiffany Thornton interpretou a canção para o material bônus da edição de diamante do filme em Blu-ray. Ayumi Hamasaki gravou a canção em sua versão japonesa.